# Campeonato Sueco de Patinação Artística no Gelo
O Campeonato Sueco de Patinação Artística no Gelo (em sueco:  Svenska Mästerskapen i Konståkning) é uma competição nacional anual de patinação artística no gelo da Suécia. Os patinadores disputam as provas do individual masculino, individual feminino e duplas.
A competição determina os campeões nacionais e os representantes da Suécia em competições internacionais como Campeonato Mundial, Campeonato Mundial Júnior, Campeonato Europeu e os Jogos Olímpicos de Inverno.

## Edições
| Ano          | Edição               | Cidade sede          | Sênior               | Sênior               | Sênior               | Sênior               |
| Ano          | Edição               | Cidade sede          | M                    | F                    | P                    | D                    |
| ------------ | -------------------- | -------------------- | -------------------- | -------------------- | -------------------- | -------------------- |
| 1895         | 1.ª                  | Estocolmo            | •                    | –                    | –                    | –                    |
| 1896         | 2.ª                  | Estocolmo            | •                    | –                    | –                    | –                    |
| 1897         | 3.ª                  | Gotemburgo           | •                    | –                    | –                    | –                    |
| 1898–1901    | Não houve competição | Não houve competição | Não houve competição | Não houve competição | Não houve competição |                      |
| 1902         | 4.ª                  | Estocolmo            | •                    | –                    | –                    | –                    |
| 1903         | Não houve competição | Não houve competição | Não houve competição | Não houve competição | Não houve competição | Não houve competição |
| 1904         | 5.ª                  | Gevália              | •                    | –                    | –                    | –                    |
| 1905         | 6.ª                  | Norrköping           | •                    | –                    | –                    | –                    |
| 1906         | 7.ª                  | Gotemburgo           | •                    | –                    | –                    | –                    |
| 1907         | 8.ª                  | Estocolmo            | •                    | –                    | –                    | –                    |
| 1908         | 9.ª                  | Karlstad             | •                    | –                    | –                    | –                    |
| 1908         | 9.ª                  | Estocolmo            | –                    | •                    | –                    | –                    |
| 1909         | 10.ª                 | Gevália              | •                    | –                    | –                    | –                    |
| 1909         | 10.ª                 | Köping               | –                    | •                    | –                    | –                    |
| 1910         | 11.ª                 | Falun                | •                    | •                    | –                    | –                    |
| 1911         | 12.ª                 | Estocolmo            | •                    | •                    | –                    | –                    |
| 1912         | 13.ª                 | Gotemburgo           | •                    | •                    | •                    | –                    |
| 1913         | 14.ª                 | Estocolmo            | •                    | •                    | •                    | –                    |
| 1913–1914    | Não houve competição | Não houve competição | Não houve competição | Não houve competição | Não houve competição | Não houve competição |
| 1914–1915    | 15.ª                 | Estocolmo            | •                    | •                    | •                    | –                    |
| 1915–1916    | 16.ª                 | Estocolmo            | •                    | •                    | •                    | –                    |
| 1916–1917    | 17.ª                 | Estocolmo            | •                    | •                    | •                    | –                    |
| 1917–1918    | 18.ª                 | Estocolmo            | •                    | •                    | •                    | –                    |
| 1918–1919    | 19.ª                 | Estocolmo            | •                    | •                    | •                    | –                    |
| 1919–1920    | 20.ª                 | Estocolmo            | •                    | •                    | •                    | –                    |
| 1920–1921    | 21.ª                 | Eskilstuna           | •                    | •                    | •                    | –                    |
| 1921–1922    | 22.ª                 | Estocolmo            | •                    | •                    | •                    | –                    |
| 1922–1923    | 23.ª                 | Djursholm            | •                    | •                    | •                    | –                    |
| 1923–1924    | 24.ª                 |                      | •                    | •                    | •                    | –                    |
| 1924–1925    | Não houve competição | Não houve competição | Não houve competição | Não houve competição | Não houve competição | Não houve competição |
| 1925–1926    | 25.ª                 |                      | •                    | •                    | •                    | –                    |
| 1926–1927    | 26.ª                 |                      | •                    | •                    | •                    | –                    |
| 1927–1928    | 27.ª                 |                      | •                    | •                    | •                    | –                    |
| 1928–1929    | 28.ª                 |                      | •                    | •                    | •                    | –                    |
| 1929–1930    | Não houve competição | Não houve competição | Não houve competição | Não houve competição | Não houve competição | Não houve competição |
| 1930–1931    | 29.ª                 |                      | •                    | •                    | •                    | –                    |
| 1931–1932    | 30.ª                 |                      | •                    | •                    | •                    | –                    |
| 1932–1933    | 31.ª                 |                      | •                    | •                    | •                    | –                    |
| 1933–1934    | 32.ª                 |                      | •                    | •                    | •                    | –                    |
| 1934–1935    | 33.ª                 |                      | •                    | •                    | •                    | –                    |
| 1935–1936    | 34.ª                 |                      | •                    | •                    | •                    | –                    |
| 1936–1937    | 35.ª                 |                      | •                    | •                    | •                    | –                    |
| 1937–1938    | 36.ª                 | Estocolmo            | •                    | •                    | •                    | –                    |
| 1938–1939    | 37.ª                 | Estocolmo            | •                    | •                    | •                    | –                    |
| 1939–1940    | 38.ª                 |                      | •                    | •                    | •                    | –                    |
| 1940–1941    | 39.ª                 | Estocolmo            | •                    | •                    | •                    | –                    |
| 1941–1942    | 40.ª                 |                      | •                    | •                    | •                    | –                    |
| 1942–1943    | 41.ª                 |                      | •                    | •                    | •                    | –                    |
| 1943–1944    | 42.ª                 | Estocolmo            | •                    | •                    | •                    | –                    |
| 1944–1945    | 43.ª                 | Gevália              | •                    | •                    | •                    | –                    |
| 1945–1946    | 44.ª                 | Estocolmo            | •                    | •                    | •                    | –                    |
| 1946–1947    | 45.ª                 | Estocolmo            | •                    | •                    | •                    | –                    |
| 1947–1948    | 46.ª                 | Solna                | •                    | •                    | •                    | –                    |
| 1948–1949    | 47.ª                 | Estocolmo            | •                    | •                    | •                    | –                    |
| 1949–1950    | 48.ª                 | Bromma               | •                    | •                    | •                    | –                    |
| 1950–1951    | 49.ª                 | Estocolmo            | •                    | •                    | •                    | –                    |
| 1951–1952    | 50.ª                 | Rättvik              | •                    | •                    | •                    | –                    |
| 1952–1953    | 51.ª                 | Upsália              | •                    | •                    | •                    | –                    |
| 1953–1954    | 52.ª                 | Gotemburgo           | •                    | •                    | •                    | –                    |
| 1954–1955    | 53.ª                 | Estocolmo            | •                    | •                    | •                    | –                    |
| 1955–1956    | 54.ª                 | Södertälje           | •                    | •                    | •                    | –                    |
| 1956–1957    | 55.ª                 | Malmö                | •                    | •                    | •                    | –                    |
| 1957–1958    | 56.ª                 | Skönsberg            | •                    | •                    | •                    | –                    |
| 1958–1959    | 57.ª                 | Västerås             | •                    | •                    | •                    | –                    |
| 1959–1960    | 58.ª                 | Leksand              | •                    | •                    | •                    | –                    |
| 1960–1961    | 59.ª                 | Nicopinga            | •                    | •                    | •                    | –                    |
| 1961–1962    | 60.ª                 | Landskrona           | •                    | •                    | •                    | –                    |
| 1962–1963    | 61.ª                 | Östersund            | •                    | •                    | •                    | –                    |
| 1963–1964    | 62.ª                 | Uma                  | •                    | •                    | •                    | –                    |
| 1964–1965    | 63.ª                 | Estocolmo            | •                    | •                    | •                    | –                    |
| 1965–1966    | 64.ª                 | Västerås             | •                    | •                    | •                    | –                    |
| 1966–1967    | 65.ª                 | Örebro               | •                    | •                    | –                    | –                    |
| 1967–1968    | 66.ª                 | Mora                 | •                    | •                    | –                    | –                    |
| 1968–1969    | 67.ª                 | Landskrona           | •                    | •                    | –                    | –                    |
| 1969–1970    | 68.ª                 | Jönköping            | •                    | •                    | –                    | –                    |
| 1970–1971    | 69.ª                 | Malmö                | •                    | •                    | –                    | –                    |
| 1971–1972    | 70.ª                 | Södertälje           | •                    | •                    | –                    | –                    |
| 1972–1973    | 71.ª                 | Landskrona           | •                    | •                    | –                    | –                    |
| 1973–1974    | 72.ª                 | Västerås             | •                    | •                    | –                    | –                    |
| 1974–1975    | 73.ª                 | Sundsvália           | •                    | •                    | •                    | –                    |
| 1975–1976    | 74.ª                 | Helsingborg          | •                    | •                    | •                    | –                    |
| 1976–1977    | 75.ª                 | Estocolmo            | •                    | •                    | •                    | –                    |
| 1977–1978    | 76.ª                 | Malmö                | •                    | •                    | –                    | –                    |
| 1978–1979    | 77.ª                 | Estocolmo            | •                    | •                    | –                    | –                    |
| 1979–1980    | 78.ª                 | Helsingborg          | •                    | •                    | –                    | –                    |
| 1980–1981    | 79.ª                 | Karlskrona           | •                    | •                    | –                    | –                    |
| 1981–1982    | 80.ª                 | Landskrona           | •                    | •                    | –                    | –                    |
| 1982–1983    | 81.ª                 | Estocolmo            | •                    | •                    | –                    | –                    |
| 1983–1984    | 82.ª                 | Pita                 | •                    | •                    | –                    | –                    |
| 1984–1985    | 83.ª                 | Helsingborg          | •                    | •                    | –                    | –                    |
| 1985–1986    | 84.ª                 | Malmö                | •                    | •                    | –                    | –                    |
| 1986–1987    | 85.ª                 | Östersund            | •                    | •                    | –                    | –                    |
| 1987–1988    | 86.ª                 | Lidingö              | •                    | •                    | –                    | –                    |
| 1988–1989    | 87.ª                 | Gotemburgo           | •                    | •                    | –                    | –                    |
| 1989–1990    | 88.ª                 | Örebro               | •                    | •                    | –                    | –                    |
| 1990–1991    | 89.ª                 | Västerås             | •                    | •                    | –                    | •                    |
| 1991–1992    | 90.ª                 | Mölndal              | •                    | •                    | –                    | –                    |
| 1992–1993    | 91.ª                 | Växjö                | •                    | •                    | –                    | –                    |
| 1993–1994    | 92.ª                 | Gotemburgo           | •                    | •                    | –                    | –                    |
| 1994–1995    | 93.ª                 | Linköping            | •                    | •                    | –                    | –                    |
| 1995–1996    | 94.ª                 | Helsingborg          | •                    | •                    | –                    | –                    |
| 1996–1997    | 95.ª                 | Malmö                | •                    | •                    | –                    | –                    |
| 1997–1998    | 96.ª                 | Vallentuna           | –                    | •                    | –                    | –                    |
| 1998–1999    | 97.ª                 | Örnsköldsvik         | •                    | •                    | –                    | –                    |
| 1999–2000    | 98.ª                 | Upplands Väsby       | •                    | •                    | –                    | –                    |
| 2000–2001    | 99.ª                 | Skovde               | •                    | •                    | –                    | –                    |
| 2001–2002    | 100.ª                | Vaxjo                | •                    | •                    | –                    | –                    |
| 2002–2003    | 101.ª                | Uddevalla            | •                    | •                    | –                    | –                    |
| 2003–2004    | 102.ª                | Örebro               | •                    | •                    | –                    | –                    |
| 2004–2005    | 103.ª                | Nicopinga            | •                    | •                    | –                    | –                    |
| 2005–2006    | 104.ª                | Karlskrona           | •                    | •                    | –                    | –                    |
| 2006–2007    | 105.ª                | Borås                | •                    | •                    | –                    | –                    |
| 2007–2008    | 106.ª                | Göteborg             | •                    | •                    | –                    | –                    |
| 2008–2009    | 107.ª                | Linköping            | •                    | •                    | –                    | –                    |
| 2009–2010    | 108.ª                | Linköping            | •                    | •                    | –                    | –                    |
| 2010–2011    | 109.ª                | Malmö                | •                    | •                    | •                    | –                    |
| 2011–2012    | 110.ª                | Malmö                | •                    | •                    | •                    | –                    |
| 2012–2013    | 111.ª                | Växjö                | •                    | •                    | •                    | –                    |
| 2013–2014    | 112.ª                | Växjö                | •                    | •                    | –                    | –                    |
| 2014–2015    | 113.ª                | Västerås             | •                    | •                    | –                    | –                    |
| 2015–2016    | 114.ª                | Helsingborg          | •                    | •                    | –                    | –                    |
| 2016–2017    | 115.ª                | Malmö                | •                    | •                    | –                    | –                    |
| Referências: |                      |                      |                      |                      |                      |                      |

## Lista de medalhistas

### Individual masculino
| Evento                            | Ouro                                      | Prata                                     | Bronze                                    |
| Estocolmo 1895 (detalhes)         | Ulrich Salchow                            | Thiodolf Borgh                            | J. Andersson                              |
| Estocolmo 1896 (detalhes)         | Ulrich Salchow                            | Thiodolf Borgh                            | Jakob Andrén                              |
| Gotemburgo 1897 (detalhes)        | Ulrich Salchow                            | Thiodolf Borgh                            | E. Lagergren                              |
| 1898–1901                         | Não houve competição                      | Não houve competição                      | Não houve competição                      |
| Estocolmo 1902 (detalhes)         | Jakob Andrén                              | Gunnar Stenberg                           | E. Wirström                               |
| 1903                              | Não houve competição                      | Não houve competição                      | Não houve competição                      |
| Gevália 1904 (detalhes)           | Richard Johansson                         | Per Thorén                                | Bror Meyer                                |
| Norrköping 1905 (detalhes)        | Per Thorén                                | Bror Meyer                                | S. Billing                                |
| Gotemburgo 1906 (detalhes)        | Bror Meyer                                | Per Thorén                                | Richard Johansson                         |
| Estocolmo 1907 (detalhes)         | Per Thorén                                | Richard Johansson                         | Ivar Wennerholm                           |
| Karlstad 1908 (detalhes)          | Richard Johansson                         | Per Thorén                                | Ivar von Feilitzen                        |
| Gevália 1909 (detalhes)           | Richard Johansson                         | Karl Axel Holmström                       | B. Forsberg                               |
| Falun 1910 (detalhes)             | Richard Johansson                         | Gösta Sandahl                             | Carl Sandahl                              |
| Estocolmo 1911 (detalhes)         | Gösta Sandahl                             | Carl Sandahl                              | Thore Mothander                           |
| Gotemburgo 1912 (detalhes)        | Gösta Sandahl                             | Gillis Grafström                          | Olof Hultgren                             |
| Estocolmo 1913 (detalhes)         | Gösta Sandahl                             | Olof Hultgren                             | Harry Flodenberg                          |
| 1913–14                           | Não houve competição                      | Não houve competição                      | Não houve competição                      |
| Estocolmo 1914–15 (detalhes)      | Harald Rooth                              | Axel Hultgren                             | nenhum outro competidor                   |
| Estocolmo 1915–16 (detalhes)      | Gösta Sandahl                             | Harald Rooth                              | Harry Flodenberg                          |
| Estocolmo 1916–17 (detalhes)      | Gillis Grafström                          | Harry Flodenberg                          | Lars Grafström                            |
| Estocolmo 1917–18 (detalhes)      | Gillis Grafström                          | Wiktor Winberg                            | Thore Mothander                           |
| Estocolmo 1918–19 (detalhes)      | Gillis Grafström                          | Wiktor Winberg                            | Thore Mothander                           |
| Estocolmo 1919–20 (detalhes)      | Wictor Winberg                            | Lars Grafström                            | Kaj af Ekström                            |
| Eskilstuna 1920–21 (detalhes)     | Wictor Winberg                            | Kaj af Ekström                            | nenhum outro competidor                   |
| Estocolmo 1921–22 (detalhes)      | Lars Grafström                            | Thore Mothander                           | Kaj af Ekström                            |
| Djursholm 1922–23 (detalhes)      | Gösta Sandahl                             | Lars Grafström                            | Kaj af Ekström                            |
| 1923–24 (detalhes)                | Kaj af Ekström                            |                                           |                                           |
| 1924–25                           | Não houve competição                      | Não houve competição                      | Não houve competição                      |
| 1925–26 (detalhes)                | Thore Mothander                           | Einar Törsleff                            |                                           |
| 1926–27 (detalhes)                | Thore Mothander                           |                                           |                                           |
| 1927–28 (detalhes)                | Einar Törsleff                            |                                           |                                           |
| 1928–29 (detalhes)                | Nils Lindgren                             |                                           |                                           |
| 1929–30                           | Não houve competição                      | Não houve competição                      | Não houve competição                      |
| 1930–31 (detalhes)                | Wictor Winberg                            |                                           |                                           |
| 1931–32 (detalhes)                | Nils Lindgren                             |                                           |                                           |
| 1932–33 (detalhes)                | Nils Lindgren                             |                                           |                                           |
| 1933–34 (detalhes)                | Nils Lindgren                             |                                           |                                           |
| 1934–35 (detalhes)                | Nils Lindgren                             |                                           |                                           |
| 1935–36 (detalhes)                | Nils Lindgren                             |                                           |                                           |
| 1936–37 (detalhes)                | Bo Mothander                              |                                           |                                           |
| Estocolmo 1937–38 (detalhes)      | Bo Mothander                              | nenhum outro competidor                   | nenhum outro competidor                   |
| Estocolmo 1938–39 (detalhes)      | Bo Mothander                              | Eric Hultén                               | Bengt von Feilitzen                       |
| 1939–40 (detalhes)                | Bo Mothander                              |                                           |                                           |
| Estocolmo 1940–41 (detalhes)      | Bo Mothander                              |                                           | Harry Karlsson                            |
| 1941–42 (detalhes)                | Bo Mothander                              |                                           | Harry Karlsson                            |
| 1942–43 (detalhes)                | Bo Mothander                              | Sven Brandelius                           |                                           |
| Estocolmo 1943–44 (detalhes)      | Bo Mothander                              | Sven Brandelius                           | nenhum outro competidor                   |
| Gevália 1944–45 (detalhes)        | Bo Mothander                              | Sven Brandelius                           | Ulf Berendt                               |
| Estocolmo 1945–46 (detalhes)      | Bo Mothander                              | Sven Brandelius                           | nenhum outro competidor                   |
| Estocolmo 1946–47 (detalhes)      | Hans Lindh                                | Ulf Berendt                               | nenhum outro competidor                   |
| Solna 1947–48 (detalhes)          | Hans Lindh                                | Sven Brandelius                           | Harry Karlsson                            |
| Estocolmo 1948–49 (detalhes)      | Hans Lindh                                | Torgil Rosenberg                          | nenhum outro competidor                   |
| Bromma 1949–50 (detalhes)         | Hans Lindh                                | Torgil Rosenberg                          | nenhum outro competidor                   |
| Estocolmo 1950–51 (detalhes)      | Hans Lindh                                | Torgil Rosenberg                          | nenhum outro competidor                   |
| Rättvik 1951–52 (detalhes)        | Hans Lindh                                | Ulf Berendt                               | Torgil Rosenberg                          |
| Upsália 1952–53 (detalhes)        | Hans Lindh                                | Torgil Rosenberg                          | Ronny Hall                                |
| Gotemburgo 1953–54 (detalhes)     | Hans Lindh                                | Ronny Hall                                | nenhum outro competidor                   |
| Estocolmo 1954–55 (detalhes)      | Hans Lindh                                | Ronny Hall                                | nenhum outro competidor                   |
| Södertälje 1955–56 (detalhes)     | Hans Lindh                                | Ronny Hall                                | Torgil Rosenberg                          |
| Malmö 1956–57 (detalhes)          | Hans Lindh                                | Ronny Hall                                | Torgil Rosenberg                          |
| Skönsberg 1957–58 (detalhes)      | Ronny Hall                                | Raymond Wiklander                         | Torgil Rosenberg                          |
| Västerås 1958–59 (detalhes)       | Raymond Wiklander                         | Ronny Hall                                | Sven Pettersson                           |
| Leksand 1959–60 (detalhes)        | Raymond Wiklander                         | Sven Pettersson                           | nenhum outro competidor                   |
| Nicopinga 1960–61 (detalhes)      | Raymond Wiklander                         | Sven Pettersson                           | Christer Ericsson                         |
| Landskrona 1961–62 (detalhes)     | Raymond Wiklander                         | Sven Pettersson                           | Hans-Åke Ahlgren                          |
| Östersund 1962–63 (detalhes)      | Raymond Wiklander                         | Torgny Bergh                              | Sven Pettersson                           |
| Umeå 1963–64 (detalhes)           | Jan Ullmark                               | Raymond Wiklander                         | Torgny Bergh                              |
| Estocolmo 1964–65 (detalhes)      | Jan Ullmark                               | Tony Berntler                             | Roger Johansson                           |
| Västerås 1965–66 (detalhes)       | Jan Ullmark                               | Tony Berntler                             | Thomas Callerud                           |
| Örebro 1966–67 (detalhes)         | Tony Berntler                             | Thomas Callerud                           | Jan Ullmark                               |
| Mora 1967–68 (detalhes)           | Thomas Callerud                           | Tony Berntler                             | Jan Ullmark                               |
| Landskrona 1968–69 (detalhes)     | Thomas Callerud                           | Tony Berntler                             | nenhum outro competidor                   |
| Jönköping 1969–70 (detalhes)      | Thomas Callerud                           | Tony Berntler                             | nenhum outro competidor                   |
| Malmö 1970–71 (detalhes)          | Thomas Callerud                           | nenhum outro competidor                   | nenhum outro competidor                   |
| Södertälje 1971–72 (detalhes)     | Thomas Öberg                              | nenhum outro competidor                   | nenhum outro competidor                   |
| Landskrona 1972–73 (detalhes)     | Thomas Öberg                              | Per Andersson                             | Ronald Meissl                             |
| Västerås 1973–74 (detalhes)       | Thomas Öberg                              | Nils-Åke Nelson                           | Hans Wallon                               |
| Sundsvall 1974–75 (detalhes)      | Thomas Öberg                              | Thomas Callerud                           | Nils-Åke Nelson                           |
| Helsingborg 1975–76 (detalhes)    | Thomas Öberg                              | Thomas Callerud                           | Nils-Åke Nelson                           |
| Estocolmo 1976–77 (detalhes)      | Thomas Öberg                              | Nils-Åke Nelson                           | Lars Åkesson                              |
| Malmö 1977–78 (detalhes)          | Thomas Öberg                              | Nils-Åke Nelson                           | Lars Åkesson                              |
| Estocolmo 1978–79 (detalhes)      | Thomas Öberg                              | Matthias Eidmann                          | Lars Åkesson                              |
| Helsingborg 1979–80 (detalhes)    | Thomas Öberg                              | Matthias Eidmann                          | Lars Åkesson                              |
| Karlskrona 1980–81 (detalhes)     | Lars Åkesson                              | Karel Landys                              | Peter Söderholm                           |
| Landskrona 1981–82 (detalhes)     | Lars Åkesson                              | Peter Söderholm                           | Karel Landys                              |
| Estocolmo 1982–83 (detalhes)      | Lars Åkesson                              | Peter Söderholm                           | nenhum outro competidor                   |
| Pita 1983–84 (detalhes)           | Lars Åkesson                              | Peter Johansson                           | nenhum outro competidor                   |
| Helsingborg 1984–85 (detalhes)    | Lars Åkesson                              | Peter Johansson                           | Peter Söderholm                           |
| Malmö 1985–86 (detalhes)          | Lars Åkesson                              | Peter Johansson                           | Kim Ketelsen                              |
| Östersund 1986–87 (detalhes)      | Peter Johansson                           | Kim Ketelsen                              | nenhum outro competidor                   |
| Lidingö 1987–88 (detalhes)        | Peter Johansson                           | Kim Ketelsen                              | Emanuele Ancorini                         |
| Gotemburgo 1988–89 (detalhes)     | Peter Johansson                           | Emanuele Ancorini                         | Håkan Byström                             |
| Örebro 1989–90 (detalhes)         | Peter Johansson                           | Emanuele Ancorini                         | John Augustsson                           |
| Västerås 1990–91 (detalhes)       | Niclas Karlsson                           | Håkan Byström                             | John Augustsson                           |
| Mölndal 1991–92 (detalhes)        | Emanuele Ancorini                         | Niclas Karlsson                           | Håkan Byström                             |
| Växjö 1992–93 (detalhes)          | Emanuele Ancorini                         | Niclas Karlsson                           | Ludvig Mannbro                            |
| Gotemburgo 1993–94 (detalhes)     | Tobias Karlsson                           | Veli-Pekka Riihinen                       | Joel Mangs                                |
| Linköping 1994–95 (detalhes)      | Veli-Pekka Riihinen                       | Ludvig Mannbro                            | Joel Mangs                                |
| Helsingborg 1995–96 (detalhes)    | Ludvig Mannbro                            | Veli-Pekka Riihinen                       | nenhum outro competidor                   |
| Malmö 1996–97 (detalhes)          | Ludvig Mannbro                            |                                           |                                           |
| 1997–98                           | Não houve disputa do individual masculino | Não houve disputa do individual masculino | Não houve disputa do individual masculino |
| Örnsköldsvik 1998–99 (detalhes)   | Filip Stiller                             | nenhum outro competidor                   | nenhum outro competidor                   |
| Upplands Väsby 1999–00 (detalhes) | Kristoffer Berntsson                      | Filip Stiller                             | nenhum outro competidor                   |
| Skovde 2000–01 (detalhes)         | Kristoffer Berntsson                      | Filip Stiller                             | nenhum outro competidor                   |
| Vaxjo 2001–02 (detalhes)          | Filip Stiller                             | Mikael Olofsson                           | nenhum outro competidor                   |
| Uddevalla 2002–03 (detalhes)      | Filip Stiller                             | Duran O'Hara Lindblom                     | nenhum outro competidor                   |
| Örebro 2003–04 (detalhes)         | Kristoffer Berntsson                      | Filip Stiller                             | Duran O'Hara Lindblom                     |
| Nicopinga 2004–05 (detalhes)      | Kristoffer Berntsson                      | Filip Stiller                             | Duran O'Hara Lindblom                     |
| Karlskrona 2005–06 (detalhes)     | Adrian Schultheiss                        | Kristoffer Berntsson                      | Filip Stiller                             |
| Borås 2006–07 (detalhes)          | Kristoffer Berntsson                      | Adrian Schultheiss                        | Justus Strid                              |
| Göteborg 2007–08 (detalhes)       | Kristoffer Berntsson                      | Adrian Schultheiss                        | nenhum outro competidor                   |
| Linköping 2008–09 (detalhes)      | Kristoffer Berntsson                      | Alexander Majorov                         | Anton Truvé                               |
| Linköping 2009–10 (detalhes)      | Kristoffer Berntsson                      | Adrian Schultheiss                        | Alexander Majorov                         |
| Malmö 2010–11 (detalhes)          | Kristoffer Berntsson                      | Adrian Schultheiss                        | Alexander Majorov                         |
| Malmö 2011–12 (detalhes)          | Alexander Majorov                         | Mathias Anderson                          | Michael Neuman                            |
| Växjö 2012–13 (detalhes)          | Alexander Majorov                         | Ondrej Spiegl                             | Matthias Anderson                         |
| Växjö 2013–14 (detalhes)          | Alexander Majorov                         | Marcus Björk                              | Josef Oscarson-Eriksson                   |
| Västerås 2014–15 (detalhes)       | Ondrej Spiegl                             | Marcus Björk                              | Trevor Bergqvist                          |
| Helsingborg 2015–16 (detalhes)    | Ondrej Spiegl                             | Illya Solomin                             | Trevor Bergqvist                          |
| Malmö 2016–17 (detalhes)          | Alexander Majorov                         | Ondrej Spiegl                             | Marcus Björk                              |

### Individual feminino
| Evento                            | Ouro                   | Prata                     | Bronze                    |
| Estocolmo 1908 (detalhes)         | Elna Montgomery        | nenhuma outra competidora | nenhuma outra competidora |
| Köping 1909 (detalhes)            | Valborg Lindahl        | Ingeborg Claréus          | nenhuma outra competidora |
| Falun 1910 (detalhes)             | Eva Lindahl            | Svea Norén                | Valborg Lindahl           |
| Estocolmo 1911 (detalhes)         | Magda Mauroy           | Elly Svensson             | nenhuma outra competidora |
| Gotemburgo 1912 (detalhes)        | Elna Montgomery        | Magda Mauroy              | Svea Norén                |
| Estocolmo 1913 (detalhes)         | Svea Norén             | Magda Mauroy              | Irma Pagel                |
| 1913–14                           | Não houve competição   | Não houve competição      | Não houve competição      |
| Estocolmo 1914–15 (detalhes)      | Svea Norén             | Magda Mauroy              | Eva Lindahl               |
| Estocolmo 1915–16 (detalhes)      | Magda Mauroy           | Elna Montgomery           | Irma Pagel                |
| Estocolmo 1916–17 (detalhes)      | Svea Norén             | Magda Mauroy              | Greta Hellström           |
| Estocolmo 1917–18 (detalhes)      | Magda Mauroy           | Ragnvi Torslow            | Anna-Lisa Collin          |
| Estocolmo 1918–19 (detalhes)      | Svea Norén             | Magda Mauroy              | Ragnvi Torslow            |
| Estocolmo 1919–20 (detalhes)      | Ragnvi Torslow         | Margit Edlund             | Anna-Lisa Collin          |
| Eskilstuna 1920–21 (detalhes)     | Ragnvi Torslow         | Margit Edlund             | Anna-Lisa Collin          |
| Estocolmo 1921–22 (detalhes)      | Ragnvi Torslow         | Margit Edlund             | Anna-Lisa Collin          |
| Djursholm 1922–23 (detalhes)      | Ragnvi Torslow         | Greta Nissen              | Anna-Lisa Collin          |
| 1923–24 (detalhes)                | Ragnvi Torslow         |                           |                           |
| 1924–25                           | Não houve competição   | Não houve competição      | Não houve competição      |
| 1925–26 (detalhes)                | Margit Edlund          | E. Wictorin Ohlsson       |                           |
| 1926–27 (detalhes)                | Vivi-Anne Hultén       |                           |                           |
| 1927–28 (detalhes)                | Vivi-Anne Hultén       |                           |                           |
| 1928–29 (detalhes)                | Vivi-Anne Hultén       |                           |                           |
| 1929–30                           | Não houve competição   | Não houve competição      | Não houve competição      |
| 1930–31 (detalhes)                | Karin Berthold         |                           |                           |
| 1931–32 (detalhes)                | Karin Berthold         |                           |                           |
| 1932–33 (detalhes)                | Vivi-Anne Hultén       |                           |                           |
| 1933–34 (detalhes)                | Vivi-Anne Hultén       |                           |                           |
| 1934–35 (detalhes)                | Gun Ericson            |                           |                           |
| 1935–36 (detalhes)                | Gun Ericson            |                           |                           |
| 1936–37 (detalhes)                | Gun Ericson            |                           |                           |
| Estocolmo 1937–38 (detalhes)      | Gun Ericson            | Britta Råhlén             | Greta Hedberg             |
| Estocolmo 1938–39 (detalhes)      | Britta Råhlén          | Sonja Fuhrman             | Maj-Britt Rönningberg     |
| 1939–40 (detalhes)                | Britta Råhlén          | Sonja Fuhrman             |                           |
| Estocolmo 1940–41 (detalhes)      | Sonja Fuhrmann         | Maj-Britt Röningberg      | Britta Råhlén             |
| 1941–42 (detalhes)                | Britta Råhlén          |                           |                           |
| 1942–43 (detalhes)                | Britta Råhlén          |                           |                           |
| Estocolmo 1943–44 (detalhes)      | Britta Råhlén          | Gun Ericson               | Sonja Fuhrman             |
| Gevália 1944–45 (detalhes)        | Britta Råhlén          | Gun Ericson               | Sonja Fuhrman             |
| Estocolmo 1945–46 (detalhes)      | Britta Råhlén          | Gun Ericson               | Maj-Britt Röningberg      |
| Estocolmo 1946–47 (detalhes)      | Gun Ericson            | Margareta Carlsson        | Gun Hammarin              |
| Solna 1947–48 (detalhes)          | Gun Ericson            | Margareta Carlsson        | Maj-Britt Röningberg      |
| Estocolmo 1948–49 (detalhes)      | Gun Ericson            | Maj-Britt Graner          | Margareta Carlsson        |
| Bromma 1949–50 (detalhes)         | Gun Ericson            | Maj-Britt Graner          | Margareta Carlsson        |
| Estocolmo 1950–51 (detalhes)      | Gun Ericson            | Margareta Carlsson        | Margaretha Brungårdh      |
| Rättvik 1951–52 (detalhes)        | Gun Ericson            | Margaretha Brungårdh      | Maj-Britt Graner          |
| Upsália 1952–53 (detalhes)        | Gun Ericson-Mothander  | Margaretha Brungårdh      | Ally Lundström            |
| Gotemburgo 1953–54 (detalhes)     | Gun Mothander          | Berit Andersson           | Ally Lundström            |
| Estocolmo 1954–55 (detalhes)      | Margaretha Brungårdh   | Ally Lundström            | Berit Andersson           |
| Södertälje 1955–56 (detalhes)     | Ally Lundström         | Berit Andersson           | Gunhild Frylén            |
| Malmö 1956–57 (detalhes)          | Ally Lundström         | Gunhild Frylén            | Britta Eriksson           |
| Skönsberg 1957–58 (detalhes)      | Gunhild Frylén         | Britta Eriksson           | Ulla Nedegård             |
| Västerås 1958–59 (detalhes)       | Gunhild Frylén         | Ulla Nedegård             | Gunilla Ljunggren         |
| Leksand 1959–60 (detalhes)        | Gunhild Frylén         | Britta Eriksson           | Ulla Nedegård             |
| Nicopinga 1960–61 (detalhes)      | Britta Eriksson        | Christina Ljunggren       | Gunilla Ljunggren         |
| Landskrona 1961–62 (detalhes)     | Ann-Margreth Frei      | Britt Elfving             | Gunilla Ljunggren         |
| Östersund 1962–63 (detalhes)      | Ann-Margreth Frei-Käck | Britt Elfving             | Eva Brodén                |
| Umeå 1963–64 (detalhes)           | Ann-Margreth Käck      | Britt Elfving             | Britta Eriksson           |
| Estocolmo 1964–65 (detalhes)      | Britt Elfving          | Görel Sigurdsson          | Gunilla Victor            |
| Västerås 1965–66 (detalhes)       | Britt Elfving          | Görel Sigurdsson          | Christina Carlsson        |
| Örebro 1966–67 (detalhes)         | Britt Elfving          | Christina Carlsson        | Gunilla Victor            |
| Mora 1967–68 (detalhes)           | Britt Elfving          | Eva Hermansson            | Louise Lettström          |
| Landskrona 1968–69 (detalhes)     | Britt Elfving          | Eva Hermansson            | Louise Lettström          |
| Jönköping 1969–70 (detalhes)      | Anita Johansson        | Eva Hermansson            | Anne Swärd                |
| Malmö 1970–71 (detalhes)          | Anita Johansson        | Lise-Lotte Öberg          | Louise Lettström          |
| Södertälje 1971–72 (detalhes)     | Anita Johansson        | Lise-Lotte Öberg          | Lena Håkansson            |
| Landskrona 1972–73 (detalhes)     | Lise-Lotte Öberg       | Lena Håkansson            | Eva Hansson               |
| Västerås 1973–74 (detalhes)       | Lise-Lotte Öberg       | Eva Hansson               | Lotta Crispin             |
| Sundsvall 1974–75 (detalhes)      | Lise-Lotte Öberg       | Lotta Crispin             | Eva Hansson               |
| Helsingborg 1975–76 (detalhes)    | Lise-Lotte Öberg       | Lotta Crispin             | Eva Hansson               |
| Estocolmo 1976–77 (detalhes)      | Lotta Crispin          | Bodil Olsson              | Christina Svensson        |
| Malmö 1977–78 (detalhes)          | Bodil Olsson           | Christina Svensson        | Jeanette Capocci          |
| Estocolmo 1978–79 (detalhes)      | Christina Svensson     | Bodil Olsson              | Lotta Falkenbäck          |
| Helsingborg 1979–80 (detalhes)    | Bodil Olsson           | Catarina Lindgren         | Lotta Falkenbäck          |
| Karlskrona 1980–81 (detalhes)     | Catarina Lindgren      | Christina Svensson        | Kathinka Öberg            |
| Landskrona 1981–82 (detalhes)     | Catarina Lindgren      | Lotta Falkenbäck          | Anette Olsson             |
| Estocolmo 1982–83 (detalhes)      | Catarina Lindgren      | Karin Starzmann           | Lotta Falkenbäck          |
| Pita 1983–84 (detalhes)           | Catarina Lindgren      | Lotta Falkenbäck          | Karin Starzmann           |
| Helsingborg 1984–85 (detalhes)    | Lotta Falkenbäck       | Anette Olsson             | Karin Starzmann           |
| Malmö 1985–86 (detalhes)          | Lotta Falkenbäck       | Anette Olsson             | Birgitta Andersson        |
| Östersund 1986–87 (detalhes)      | Hélène Persson         | Lotta Falkenbäck          | Susanne Seger             |
| Lidingö 1987–88 (detalhes)        | Lotta Falkenbäck       | Hélène Persson            | Susanne Seger             |
| Gotemburgo 1988–89 (detalhes)     | Hélène Persson         | Lotta Falkenbäck          | Maria Bergqvist           |
| Örebro 1989–90 (detalhes)         | Hélène Persson         | Ines Klubal               | Jennie Broström           |
| Västerås 1990–91 (detalhes)       | Hélène Persson         | Ines Klubal               | Karin Starzmann           |
| Mölndal 1991–92 (detalhes)        | Hélène Persson         | Ines Klubal               | Ann-Marie Söderholm       |
| Växjö 1992–93 (detalhes)          | Ann-Marie Söderholm    | Linda Wallmark            | Karin Starzmann           |
| Gotemburgo 1993–94 (detalhes)     | Linda Wallmark         | Helena Grundberg          | Linda Pramelius           |
| Linköping 1994–95 (detalhes)      | Helena Grundberg       | Jennifer Molin            | Klara Bramfeldt           |
| Helsingborg 1995–96 (detalhes)    | Linda Wallmark         | Helena Grundberg          | Klara Bramfeldt           |
| Malmö 1996–97 (detalhes)          | Helena Grundberg       | Klara Bramfeldt           | Sara Axelsson             |
| Vallentuna 1997–98 (detalhes)     | Anna Lundström         | Klara Bramfeldt           | Jennifer Molin            |
| Örnsköldsvik 1998–99 (detalhes)   | Klara Bramfeldt        | Anna Lundström            | Sara Axelsson             |
| Upplands Väsby 1999–00 (detalhes) | Klara Bramfeldt        | Anna Lundström            | Åsa Persson               |
| Skovde 2000–01 (detalhes)         | Klara Bramfeldt        | Sara Axelsson             | Susanne Gustafsson        |
| Vaxjo 2001–02 (detalhes)          | Anna Lundström         | Klara Bramfeldt           | Malin Hållberg-Leuf       |
| Uddevalla 2002–03 (detalhes)      | Åsa Persson            | Johanna Götesson          | Anna Lundström            |
| Örebro 2003–04 (detalhes)         | Johanna Götesson       | Malin Hållberg-Leuf       | Marie Skärgård            |
| Nicopinga 2004–05 (detalhes)      | Lina Johansson         | Malin Hållberg-Leuf       | Josephine Ringdahl        |
| Karlskrona 2005–06 (detalhes)     | Malin Hållberg-Leuf    | Viktoria Helgesson        | Nanna Nilsson             |
| Borås 2006–07 (detalhes)          | Viktoria Helgesson     | Lina Johansson            | Malin Hållberg-Leuf       |
| Göteborg 2007–08 (detalhes)       | Viktoria Helgesson     | Malin Hållberg-Leuf       | Maria Taljegård           |
| Linköping 2008–09 (detalhes)      | Viktoria Helgesson     | Linnea Mellgren           | Angelica Olsson           |
| Linköping 2009–10 (detalhes)      | Viktoria Helgesson     | Joshi Helgesson           | Angelica Olsson           |
| Malmö 2010–11 (detalhes)          | Viktoria Helgesson     | Joshi Helgesson           | Linnea Mellgren           |
| Malmö 2011–12 (detalhes)          | Viktoria Helgesson     | Joshi Helgesson           | Linnea Mellgren           |
| Växjö 2012–13 (detalhes)          | Joshi Helgesson        | Viktoria Helgesson        | Isabelle Olsson           |
| Växjö 2013–14 (detalhes)          | Viktoria Helgesson     | Joshi Helgesson           | Isabelle Olsson           |
| Västerås 2014–15 (detalhes)       | Viktoria Helgesson     | Joshi Helgesson           | Isabelle Olsson           |
| Helsingborg 2015–16 (detalhes)    | Joshi Helgesson        | Isabelle Olsson           | Matilda Algotsson         |
| Malmö 2016–17 (detalhes)          | Joshi Helgesson        | Matilda Algotsson         | Anita Östlund             |

### Duplas
| Evento                         | Ouro                                     | Prata                                 | Bronze                         |
| Gotemburgo 1912 (detalhes)     | Elna Montgomery Per Thorén               | Valborg Lindahl Nils Rosenius         | Helfrid Palm Agar Palm         |
| Estocolmo 1913 (detalhes)      | Elly Svensson Per Thorén                 | nenhum outro competidor               | nenhum outro competidor        |
| 1913–14                        | Não houve competição                     | Não houve competição                  | Não houve competição           |
| Estocolmo 1914–15 (detalhes)   | Helfrid Palm Agard Palm                  | Svea Norén Harald Rooth               | Ingeborg Carlsson Gunnar Rooth |
| Estocolmo 1915–16 (detalhes)   | Helfrid Palm Agard Palm                  | nenhum outro competidor               | nenhum outro competidor        |
| Estocolmo 1916–17 (detalhes)   | Helfrid Palm Agard Palm                  | nenhum outro competidor               | nenhum outro competidor        |
| Estocolmo 1917–18 (detalhes)   | Helfrid Palm Agard Palm                  | Ragnvi Torslow Kaj af Ekström         | nenhum outro competidor        |
| Estocolmo 1918–19 (detalhes)   | Helfrid Palm Agard Palm                  | Ragnvi Torslow Kaj af Ekström         | nenhum outro competidor        |
| Estocolmo 1919–20 (detalhes)   | Ragnvi Torslow Kaj af Ekström            | Anna-Maja Rooth Harald Rooth          | nenhum outro competidor        |
| Eskilstuna 1920–21 (detalhes)  | Elna Henrikson Kaj af Ekström            | Helfrid Palm-Berghagen Agard Palm     | nenhum outro competidor        |
| Estocolmo 1921–22 (detalhes)   | Helfrid Berghagen Agard Palm             | Elna Henrikson Kaj af Ekström         | Margit Edlund Anders Palm      |
| Djursholm 1922–23 (detalhes)   | Elna Henrikson Kaj af Ekström            | Margit Edlund Anders Palm             | nenhum outro competidor        |
| 1923–24 (detalhes)             | Elna Henrikson Kaj af Ekström            | nenhum outro competidor               | nenhum outro competidor        |
| 1924–25                        | Não houve competição                     | Não houve competição                  | Não houve competição           |
| 1925–26 (detalhes)             | Margit Edlund Anders Palm                |                                       |                                |
| 1926–27 (detalhes)             | Anna-Lisa Collin Einar Törsleff          |                                       |                                |
| 1927–28 (detalhes)             | Anna-Lisa Collin Einar Törsleff          |                                       |                                |
| 1928–29 (detalhes)             | Anna-Lisa Collin Einar Törsleff          |                                       |                                |
| 1929–30                        | Não houve competição                     | Não houve competição                  | Não houve competição           |
| 1930–31 (detalhes)             | Anna-Lisa Collin-Rydqvist Einar Törsleff |                                       |                                |
| 1931–32 (detalhes)             | Anna-Lisa Rydqvist Einar Törsleff        |                                       |                                |
| 1932–33 (detalhes)             | Anna-Lisa Rydqvist Einar Törsleff        |                                       |                                |
| 1933–34 (detalhes)             | Margit Josephson Anders Palm             |                                       |                                |
| 1934–35 (detalhes)             | Margit Josephson Anders Palm             |                                       |                                |
| 1935–36 (detalhes)             | Stina Palme Stig Stornfelt               |                                       |                                |
| 1936–37 (detalhes)             | Stina Palme Stig Stornfelt               |                                       |                                |
| Estocolmo 1937–38 (detalhes)   | Stina Palme Stig Stornfelt               | Gun Ericson Bo Mothander              | nenhum outro competidor        |
| Estocolmo 1938–39 (detalhes)   | Stina Palme Stig Stornfelt               | nenhum outro competidor               | nenhum outro competidor        |
| 1939–40 (detalhes)             | Britta Råhlén Bo Mothander               |                                       |                                |
| Estocolmo 1940–41 (detalhes)   | Britta Råhlén Bo Mothander               |                                       |                                |
| 1941–42 (detalhes)             | Britta Råhlén Bo Mothander               |                                       |                                |
| 1942–43 (detalhes)             | Britta Råhlén Bo Mothander               |                                       |                                |
| Estocolmo 1943–44 (detalhes)   | Britta Råhlén Bo Mothander               | Gun Hammarin Sven Brandelius          | Barbro Leidestam Hans Lindh    |
| Gevália 1944–45 (detalhes)     | Britta Råhlén Bo Mothander               | Gun Hammarin Sven Brandelius          | Elsa Hartman Fred Eriksson     |
| Estocolmo 1945–46 (detalhes)   | Britta Råhlén Bo Mothander               | Kerstin Wijkman Harry Berlin          | Gun Hammarin Sven Brandelius   |
| Estocolmo 1946–47 (detalhes)   | Kerstin Wijkman Harry Berlin             | Britta Lindmark Ulf Berendt           | Ann-Marie Winting Sture Höidén |
| Solna 1947–48 (detalhes)       | Kerstin Wijkman Harry Berlin             | Ann-Marie Winting Sture Höidén        | Britta Lindmark Ulf Berendt    |
| Estocolmo 1948–49 (detalhes)   | Britta Lindmark Ulf Berendt              | Gertrud Mikhejew Sture Höidén         | nenhum outro competidor        |
| Bromma 1949–50 (detalhes)      | Gertrud Mikhejew Sture Höidén            | nenhum outro competidor               | nenhum outro competidor        |
| Estocolmo 1950–51 (detalhes)   | Britta Lindmark Ulf Berendt              | Birgitta Wennström Sture Höidén       |                                |
| Rättvik 1951–52 (detalhes)     | Britta Lindmark Ulf Berendt              | Berit Andersson Torgil Rosenberg      | nenhum outro competidor        |
| Upsália 1952–53 (detalhes)     | Ulla-Britt Ekman Ronny Hall              | Berit Andersson Torgil Rosenberg      | nenhum outro competidor        |
| Gotemburgo 1953–54 (detalhes)  | Britta Lindmark Ulf Berendt              | Gun Mothander Hans Lindh              | nenhum outro competidor        |
| Estocolmo 1954–55 (detalhes)   | Agneta Wale Kristian Wale                | Gun Mothander Hans Lindh              | Mona-Lisa Englund Ronny Hall   |
| Södertälje 1955–56 (detalhes)  | Agneta Wale Kristian Wale                | Mona-Lisa Englund Ronny Hall          | Gun Eklund Inge Sterner        |
| Malmö 1956–57 (detalhes)       | Agneta Wale Kristian Wale                | Maud Levin Inge Sterner               | nenhum outro competidor        |
| Skönsberg 1957–58 (detalhes)   | Agneta Wale Kristian Wale                | Margareta Ericson Staffan Thorson     | Gun Jonsson Raymond Wiklander  |
| Skönsberg 1958–59 (detalhes)   | Agneta Wale Kristian Wale                | Margareta Ericson Staffan Thorson     | Gun Jonsson Raymond Wiklander  |
| Leksand 1959–60 (detalhes)     | Agneta Wale Kristian Wale                | Margareta Ericson Staffan Thorson     | Gun Jonsson Raymond Wiklander  |
| Nicopinga 1960–61 (detalhes)   | Margareta Ericson Staffan Thorson        | Margareta Andersson Christer Ericsson | Gun Jonsson Raymond Wiklander  |
| Landskrona 1961–62 (detalhes)  | Gunilla Lindberg Gunnar de Shàrengrad    | Boel Lögdberg Christer Ericsson       | G. Guggenheim Inge Sterner     |
| Östersund 1962–63 (detalhes)   | Gunilla Lindberg Gunnar de Shàrengrad    | Boel Lögdberg Christer Ericsson       | Marie Gellermark Conny Wilbe   |
| Umeå 1963–64 (detalhes)        | Boel Lögdberg Christer Ericsson          | Marie Gellermark Conny Wilbe          | nenhum outro competidor        |
| Estocolmo 1964–65 (detalhes)   | Marie Gellermark Conny Wilbe             | nenhum outro competidor               | nenhum outro competidor        |
| Västerås 1965–66 (detalhes)    | Marie Gellermark Conny Wilbe             | nenhum outro competidor               | nenhum outro competidor        |
| 1966–1974                      | Não houve disputa de duplas              | Não houve disputa de duplas           | Não houve disputa de duplas    |
| Sundsvall 1974–75 (detalhes)   | Kathinka Öberg Thomas Öberg              | nenhum outro competidor               | nenhum outro competidor        |
| Helsingborg 1975–76 (detalhes) | Kathinka Öberg Thomas Öberg              | nenhum outro competidor               | nenhum outro competidor        |
| Estocolmo 1976–77 (detalhes)   | Kathinka Öberg Thomas Öberg              | nenhum outro competidor               | nenhum outro competidor        |
| 1977–2010                      | Não houve disputa de duplas              | Não houve disputa de duplas           | Não houve disputa de duplas    |
| Malmö 2010–11 (detalhes)       | Ronja Roll Gustav Forsgren               | nenhum outro competidor               | nenhum outro competidor        |
| Malmö 2011–12 (detalhes)       | Michelle Lundberg Richard Lundberg       | Ronja Roll Gustav Forsgren            | nenhum outro competidor        |
| Växjö 2012–13 (detalhes)       | Ronja Roll Gustav Forsgren               | nenhum outro competidor               | nenhum outro competidor        |
| 2013–2017                      | Não houve disputa de duplas              | Não houve disputa de duplas           | Não houve disputa de duplas    |

### Dança no gelo
| Evento                      | Ouro                                   | Prata                              | Bronze                             |
| Västerås 1990–91 (detalhes) | Anna-Lena Andersson Gyula Szombathelyi | Annika Gustafson Peter Olausson    | nenhum outro competidor            |
| 1991–2017                   | Não houve disputa de dança no gelo     | Não houve disputa de dança no gelo | Não houve disputa de dança no gelo |